# Elizabeth Robertson
Elizabeth Jane Robertson (Reino Unido, 3 de julho de 1957) é uma geneticista e biologista do desenvolvimento britânica.

## Condecorações selecionadas
- 2002 membro da Organização Europeia de Biologia Molecular (EMBO)[2]
- 2003 membro da Royal Society[3]
- 2007 Prêmio Pearl Meister Greengard (com Gail Roberta Martin e Beatrice Mintz)[4]
- 2008 Medalha Edwin Grant Conklin[5]
- 2012 membro da Academia Europaea[1][6]
- 2016 Medalha Real[7]